# Lessertia
Lessertia is een geslacht van spinnen uit de familie hangmatspinnen (Linyphiidae).

## Soorten
De volgende soorten zijn bij het geslacht ingedeeld:
- Lessertia barbara (Simon, 1884)
- Lessertia dentichelis (Simon, 1884)